# خولييتا لانتيري
خولييتا لانتيري (اسمها عند الولادة خوليا مادالينا أنجيلا لانتيري، 22 مارس 1873-25 فبراير 1932) كانت طبيبة أرجنتينية إيطالية، رائدة في التفكير الحر، وناشطة في مجال حقوق المرأة في الأرجنتين وكذلك في حراك الإصلاح الاجتماعي بشكل عام.

## النشأة والتعليم
ولدت خوليا مادالينا لانتيري في ريف بريغا ماريتيما في مقاطعة كونيو بإيطاليا (اليوم لا بريج، فرنسا).  هاجر والداها ماتيا جيدو وبيير أنطوان لانتيري إلى الأرجنتين مع ابنتيهما في عام 1879، فنشأت في بوينس آيرس ولابلاتا. 
أصبحت، في عام 1891، أول امرأة تسجل في كلية رافائيل هيرنانديز الوطنية، وهي مدرسة ثانوية عامة تابعة لجامعة لابلاتا. حصلت لانتري على درجة علمية في علم الصيدلة من جامعة بوينس آيرس عام 1898،  التحقت لانتيري بكلية الطب بالجامعة بإذن من العميد الدكتور ليوبولدو مونتيس دي أوكا. واجهت معارضة كطالبة وبعد أن التحقت بالعمل، حيث عارض المحافظون السماح للمرأة بممارسة مهنة بالإضافة إلى اعتراضات أكثر تفاهة مثل أن المرأة لا ينبغي أن تفحص جثة. واجهت لانتيري والدكتورة سيسيليا غريرسون (أول امرأة تحصل على شهادة الطب في الأرجنتين) هذه المعارضات وشاركتا في تأسيس رابطة النساء الجامعيات الأرجنتينية، وهي أول جمعية طلاب جامعية للنساء في البلاد، وذلك عام 1904. بعد فترة تدريب في جناح النساء في مستشفى سان روكي، أصبحت لانتري، في عام 1907، خامس امرأة في الأرجنتين تحصل على شهادة في الطب، وأول امرأة أرجنتينية إيطالية تحصل على ذلك. 

## العمل

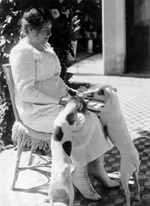
لانتيري في عام 1920

عمل لانتيري لمدة عشر سنوات في مكتب المساعدة العامة في بوينس آيرس وفي مستشفى ومستوصف الطوارئ.  أطلقت حملة نشطة للحصول على رعاية طبية أفضل للفقراء، وأسست مجلة دورية،Semana Médica لهذا الغرض. أسست الرابطة الأرجنتينية للفكر الحر في عام 1905، وظلت نشطة في قضايا حقوق المرأة، بعد أن انضمت إلى غريرسون وأليسيا مورو دي جوستو، وأخريات في إنشاء مركز النسوية في المؤتمر الدولي للفكر الحر عام 1906، الذي عقد في بيونس أيريس. 
أسست الرابطة الوطنية للمفكرات الأحرار ومجلتها "المرأة الجديدة". ساعدت في تنظيم المؤتمر الدولي الأول للمرأة في عام 1910، وساعدت لاحقًا في تنظيم أول مؤتمر وطني لحماية الطفل. رُفض طلبها لشغل منصب عضو هيئة تدريس في كلية الطب في جامعتها على أساس أنها لا تزال أجنبية مقيمة، مما دفعها إلى التقدم بطلب للحصول على الجنسية الأرجنتينية. ومع ذلك، لم تُمنح المهاجرات العازبات الجنسية بشكل عام في الأرجنتين. تزوجت لانتيري من الدكتور ألبرتو رينشو في عام 1910، وبعد دعوى قضائية استمرت ثمانية أشهر، حصلت على الجنسية في عام 1911. كان الزواج في حد ذاته مثيرًا للجدل، حيث كان زوجها أصغر منها بـ 14 عامًا. تم استخدام نفس الذريعة لحرمانها من الالتحاق بدورة الطب النفسي في كلية الطب في جامعتها. 
مسلحةً بمعرفة تفصيلية بالقانون 5.098، الذي حدد متطلبات عديدة للحق في التصويت مع استمرار النقاش حول حق المرأة في القيام بذلك، أقنعت لانتيري رئيس الدائرة بقبول تصويتها في انتخابات مجلس المداولات في 16 يوليو 1911، وبذلك أصبحت أول امرأة تنتخب في أمريكا الجنوبية؛  لم تُمنح المرأة حق التصويت في الأرجنتين على الصعيد الوطني حتى عام 1947.  تم تعديل قانون الانتخابات في ذلك العام ليشترط الخدمة العسكرية (وهو أمر مطلوب من جميع المواطنين الأرجنتينيين الذكور) من أجل التصويت، وعليه فقد قضى القانون على حق النساء في التصويت. انضمت لانتيري إلى محاميتها، أنجليكا باريدا، في تشكيل حزب سياسي، وهو الاتحاد النسائي الوطني، في عام 1918، وترشحت لشغل مقعد في مجلس النواب الأرجنتيني في كل دورة انتخابية بعد ذلك حتى حدوث الانقلاب العسكري عام 1930. 
دعا برنامج حزبها السياسي إلى الاقتراع العام، والمساواة بين الجنسين بموجب القانون المدني الأرجنتيني، ومجموعة واسعة من التشريعات الاجتماعية التقدمية، بما في ذلك: التشريع الذي ينظم ساعات العمل، والمساواة في الأجور والرواتب التقاعدية واستحقاقات واستحقاقات إجازة الأمومة، وتعديل قانون العمل فيما يتعلق بالمرأة وعمالة الأطفال؛ إضافة للتدريب المهني للنساء وتقنين الطلاق ورعاية الأحداث الجانحين رعاية متخصصة، وإصلاح السجون وإلغاء عقوبة الإعدام، وزيادة الاستثمارات في الصحة العامة ورياض الأطفال، وإجراء تنظيم أكبر للسلامة والصحة المهنية في المصانع، وحظر تصنيع وبيع الكحول، والطب الوقائي ضد الأمراض المعدية، وحظر بيوت الدعارة الخاضعة للتنظيم. لكنها لم تنجح، مع ذلك، حصدت ما بين 1000 إلى 1730 صوتًا في كل انتخابات التي خاضتها. كان من بين مؤيديها الكاتب القومي مانويل جالفيز الذي عارض كلاً من المحافظين وحزب اتحاد الجمهوريات الاشتراكية الحاكم، اختار التصويت لصالح "الدكتور لانتيري الجريء". 
التحقت د. لانتيري بالجمعية الطبية الأرجنتينية. وواصلت ممارسة الطب، وقدمت خدمات تمريض الصحة النفسية والعقلية للمحتاجين من النساء والأطفال. أسست أول مدرسة ابتدائية في مدينة ساينز بينيا، وألقت محاضرات مكثفة في أوروبا. غامرت في أنشطة أخرى، حيث ابتكرت منشطًا لعلاج تساقط الشعر في عام 1928. اتخذ عملها من أجل حق المرأة في التصويت منعطفًا جديدًا عندما تقدمت، في عام 1929، بطلب لضبط الخدمة العسكرية على أساس منطقي، بما أن الخدمة العسكرية مطلوبة لجميع المواطنين، ينبغي السماح للمرأة بالخدمة العسكرية، وبالتالي التصويت. وصلت القضية إلى المحكمة العليا الأرجنتينية، حيث تم إسقاطها. 

## الوفاة والإرث
صدمت لانتيري سيارة في شارع دياغونال نورتي، وسط مدينة بوينس آيرس، في 23 فبراير 1932، وبعد قضاء يومين في المستشفى، توفيت الطبيبة والناشطة الشهيرة عن عمر ناهز 58 عامًا؛ حضر جنازتها أكثر من 1000 شخص. 
أثيرت تساؤلات عديدة حول مقتل لانتيري، ونشرت الصحف تفاصيل الحادث، بما في ذلك حقيقة أن محضر الشرطة قد حُذف منه اسم السائق وبطاقات السيارة؛ وأن سائق السيارة متسبب الحادث، ديفيد كلابنباخ، كان عضوًا في المجموعة شبه العسكرية اليمينية، الرابطة الوطنية الأرجنتينية، وأنه نفسه قد ارتكب العديد من جرائم القتل. تعرض الصحفي الذي نشر الأنباء للمضايقات بسبب نشره التفاصيل.
سمي شارع في أحدث حي في بوينس آيرس، بويرتو ماديرو، على شرفها.  في عام 2019، سميت محطة جديدة في الخط H من مترو أنفاق بوينس آيرس على اسم لانتيري. 
في 23 آذار (مارس) 2023، احتفلت غوغل بعيد ميلاد لانتيري الـ 150 بنشر شعار دودل مبتكر.  

## روابط خارجية
- Médica Julieta Lanteri é homenageada com um Google Doodle نسخة محفوظة 22 مارس 2023 على موقع واي باك مشين. (بالبرتغالية)

## أنظر أيضاً
- النسوية في الأرجنتين
- الجدول الزمني لحق المرأة في التصويت